# Chiesa di San Biagio (Montorso Vicentino)
La chiesa di San Biagio si trova nel centro del paese di Montorso Vicentino. Si eleva nella piazza principale e, grazie alla sua posizione, è di dominio a un panorama suggestivo che si confonde fino alle ultime propaggini delle prealpi venete.

## Storia
Voluta dal rettore del seminario vescovile di Vicenza don Giuseppe Dal Pozzolo, eletto alla parrocchia di Montorso nel maggio del 1837, è stata costruita in posizione eminente tra il 1840 e il 1854 ad opera dell'arch. Giovanni Luigi De Boni, grazie soprattutto al lavoro di volontari con muli e badili.
La facciata eretta tra il 1933 e il 1935 è di aspetto imponente e suggestivo, ornata da cinque statue, da fregi artistici e marmi. L'interno della chiesa fu completato nel 1898 con pitture pregevoli e con la costruzione di quattro altari laterali, in tipico neoclassicismo vicentino, così come l'altare maggiore, la cui pala appartiene all'antica chiesa del colle Fratta: la stessa cosa si suppone per le palette della sacrestia. Accanto alla chiesa si alza il superbo campanile “con gli spigoli a robuste bugne rustiche”, alto circa 40 m., la cui costruzione è stata condotta a termine nel 1872. L'orologio, in pietra di Chiampo, è sempre quello del campanile della vecchia chiesa della Fratta. Andava a sostituire l'antico castello sul colle Fratta che fino ad allora assolveva le funzioni religiose a Montorso Vicentino, il quale è poi diventato il cimitero del paese.
Nell'estate del 2005 a causa di una tromba d'aria, venne scoperchiato il tetto della chiesa senza provocare vittime. I lavori di riparazione durarono fino all'anno seguente.